# 黑领蓝头鹊
黑领蓝头鹊（学名：Cyanolyca armillata），是鸦科蓝头鹊属的一种，分布于厄瓜多尔、委内瑞拉和哥伦比亚。全球活动范围约为96,600平方千米。该物种的保护状况被评为无危。
黑领蓝头鹊的平均体重约为200.0克。栖息地为亚热带或热带的湿润山地林。